# Som du vill
Som du vill är en låt framförd av Theoz i Melodifestivalen 2022. Låten som deltog i den första deltävlingen, gick vidare till semifinal (som tidigare hette andra chansen), och sedan till stora finalen.
Låten är skriven av Axel Schylström, Elize Ryd, Jimmy Thörnfeldt, Tim Larsson och Tobias Lundgren.